# Bembecia puella
Bembecia puella is een vlinder uit de familie wespvlinders (Sesiidae), onderfamilie Sesiinae.
Bembecia puella is voor het eerst wetenschappelijk beschreven door Laštuvka in 1989. De soort komt voor in het Palearctisch gebied.